# Луганда (река)
Луганда — река в России, протекает по территории Пудожского городского поселения Пудожского района Республики Карелии. Длина реки — 4,5 км, площадь водосборного бассейна — 15,7 км².

## Общие сведения

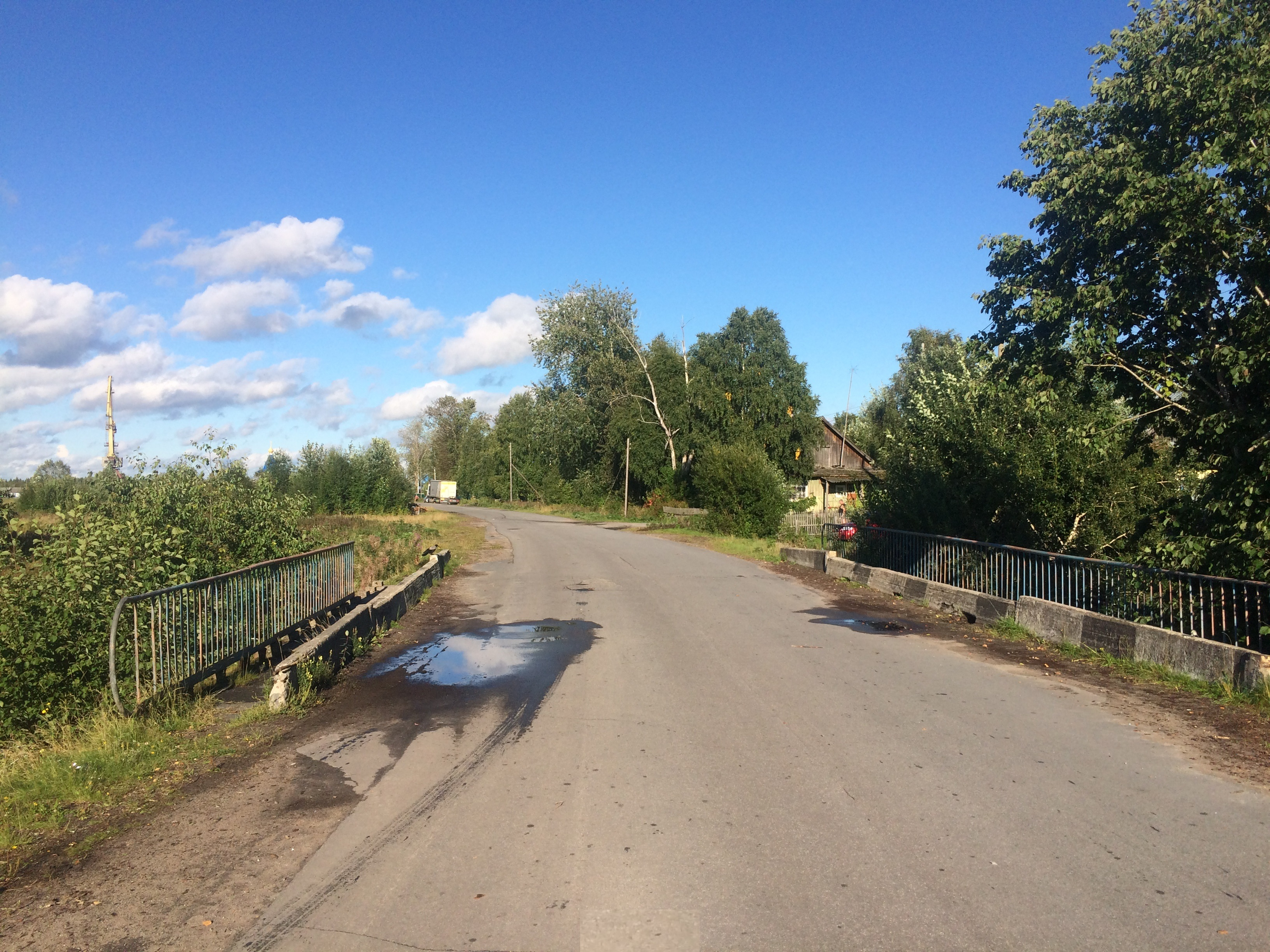
Автомобильный мост

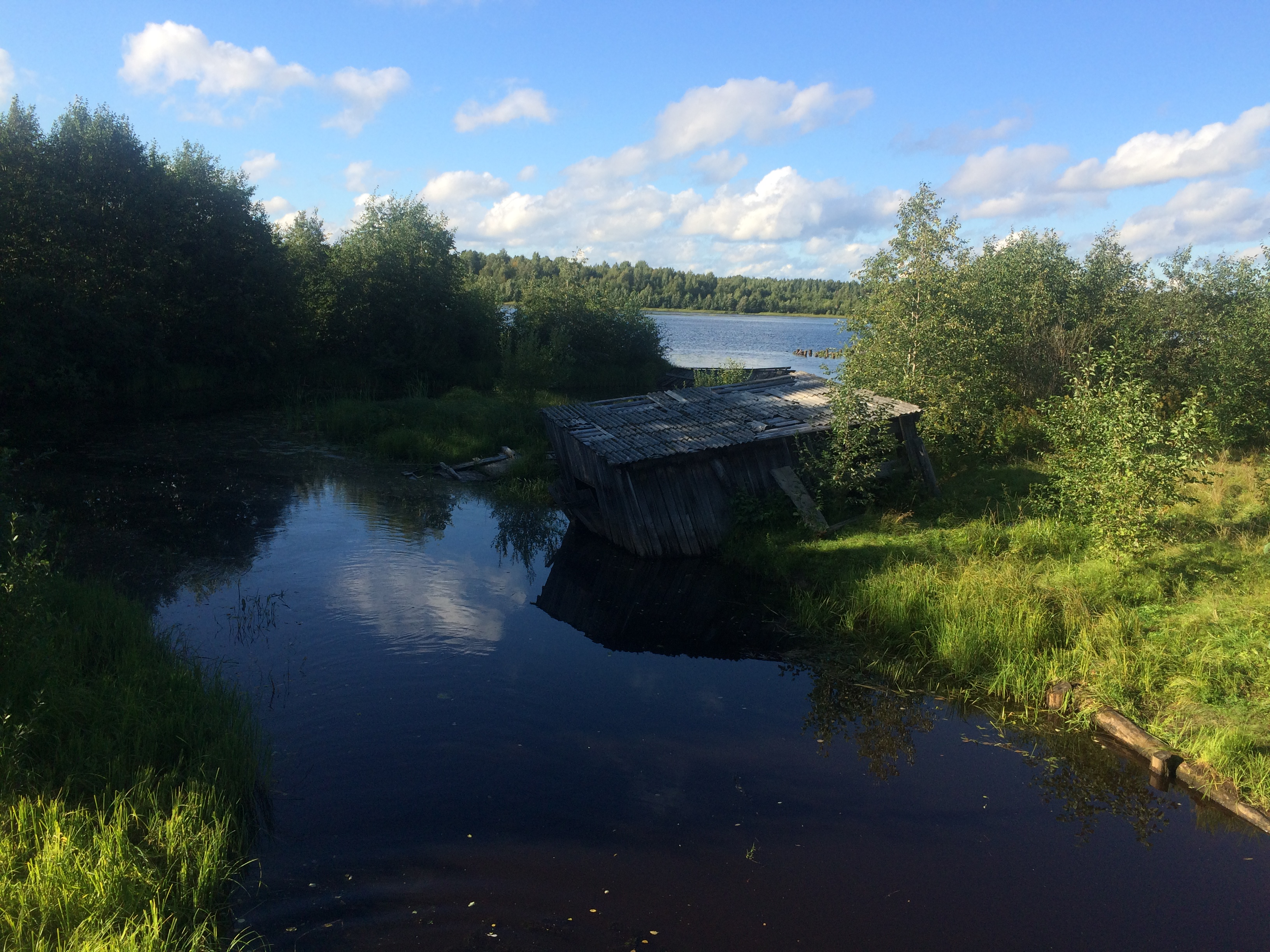
Вид против течения

Река имеет один малый приток длиной 0,7 км.
Устье реки находится на высоте 33,5 м над уровнем моря в 28 км по левому берегу реки Водлы, впадающей в Онежское озеро.
В нижнем течении Луганда протекает через посёлок Подпорожье, пересекая дорогу местного значения 86К-302 («Пудож — Семёново»).
Код объекта в государственном водном реестре — 01040100412202000017016.